# Рецштат
Рецштат (њем. Retzstadt) општина је у њемачкој савезној држави Баварска. Једно је од 40 општинских средишта округа Мајна-Шпесарт. Према процјени из 2010. у општини је живјело 1.625 становника. Посједује регионалну шифру (AGS) 9677175.

## Географски и демографски подаци
Рецштат се налази у савезној држави Баварска у округу Мајна-Шпесарт. Општина се налази на надморској висини од 240 метара. Површина општине износи 18,1 km². У самом мјесту је, према процјени из 2010. године, живјело 1.625 становника. Просјечна густина становништва износи 90 становника/km².

## Међународна сарадња
| Мјесто | Држава    | Врста сарадње | Од    |
| ------ | --------- | ------------- | ----- |
|        | Француска | партнерство   | 1990. |
|        | Француска | партнерство   | 1990. |
| Извор  |           |               |       |